# Kompensationswicklung

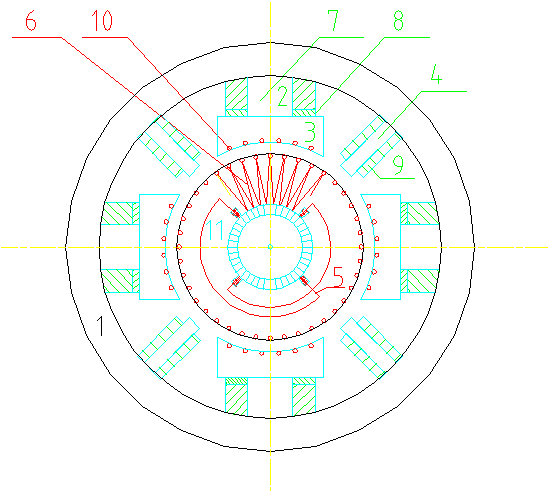
Vierpolige Gleichstrommaschine mit allen Wicklungsoptionen. 10 = Kompensationswicklung

Die Kompensationswicklung ist ein Bauteil in Gleichstrommaschinen. Ihr Zweck ist es, der Ankerrückwirkung, die eine Verzerrung des Hauptpolfeldes bewirkt, entgegenzuwirken.
Der Strom im Anker erzeugt ein magnetisches Feld, welches das vom Hauptpol erzeugte Magnetfeld beeinflusst. Es ist quer zum Hauptpolfeld gerichtet, sodass es das Feld an einer Seite des Hauptpoles abschwächt, an der anderen verstärkt. Das Ergebnis ist eine Verdrängung des Hauptpolfeldes zu einer Hauptpolkante. Die Verdrängung bewirkt eine Feldschwächung, da im Bereich der Feldverdichtung Sättigung im Pol auftritt. Folglich werden verschiedene Ankerwicklungen von unterschiedlich großen magnetischen Flüssen durchdrungen. Daraus ergeben sich unterschiedliche Induktionsspannungen in den einzelnen Ankerwicklungsteilen und Spannungsunterschiede zwischen benachbarten Lamellen des Kollektors (auch Kommutator genannt). Diese Stegspannungen nehmen mit der Feldverzerrung und Ankerdrehzahl zu. Stegspannungen ab ca. 35 Volt können bereits zu Lichtbogenbildung zwischen den Lamellen führen und den Kollektor beschädigen.
Die Aufgabe der Kompensationswicklung ist es, die Feldverzerrung im Bereich der Hauptpole zu korrigieren.
Die Stärke der Verzerrung des Hauptpolfeldes ist vom Ankerstrom und auch von dessen Stromrichtung abhängig. Meist wird die Kompensationswicklung so in Reihe zum Anker geschaltet, dass sie dem Ankermagnetfeld entgegenwirkt. Eine Ausnahme stellen z. B. Schweißgeneratoren dar, bei denen die Kompensationswicklung entgegen der Erregerwicklung geschaltet wird (gegenkompoundiert), um bei zunehmender Belastung ein Absinken der Spannung zu bewirken.
Kompensationswicklungen finden in der Regel bei großen elektrischen Maschinen Anwendung, die auch eine Wendepolwicklung aufweisen und mit unterschiedlichen Belastungen betrieben werden.